# تاتیانا چرنووا
تاتیانا چرنووا (به روسی: Татьяна Серге́евна Чернова، زاده ۲۹ ژانویه ۱۹۸۸ در شهر کراسنودار، روسیه) ورزشکار روس در رشته هفتگانه است. او مدال برنز بازی‌های المپیک سال ۲۰۰۸ را بدست آورد و در سال ۲۰۱۱ در مسابقات قهرمانی جهان با بهترین نتیجه شخصی‌اش و کسب ۶۸۸۰ امتیاز مدال طلا گرفت.

## دستاوردها
| سال           | مسابقه                      | محل برگزاری       | مقام          | رویداد        | توضیحات       |
| نماینده روسیه | نماینده روسیه               | نماینده روسیه     | نماینده روسیه | نماینده روسیه | نماینده روسیه |
| ------------- | --------------------------- | ----------------- | ------------- | ------------- | ------------- |
| ۲۰۰۵          | مسابقات قهرمانی جوانان جهان | مراکش، مراکش      | اول           | هفتگانه       | 5875 pts      |
| ۲۰۰۶          | مسابقات قهرمانی جوانان جهان | پکن، چین          | اول           | هفتگانه       | 6227 pts      |
| ۲۰۰۷          | قهرمانی جهان                | اوزاکا، ژاپن      | —             | هفتگانه       | DNF           |
| ۲۰۰۸          | مسابقات جهانی داخل سالن     | والنسیا، اسپانیا  | هفتم          | هفتگانه       | 4543 pts      |
| ۲۰۰۸          | Hypo-Meeting                | گوتسیز، اتریش     | اول           | هفتگانه       | 6618 pts PB   |
| ۲۰۰۸          | بازیهای المپیک              | پکن، چین          | سوم           | هفتگانه       | 6591 pts      |
| ۲۰۰۹          | Hypo-Meeting                | گوتسیز، اتریش     | هفتم          | هفتگانه       | 6243 pts      |
| ۲۰۰۹          | قهرمانی جهان                | برلین، آلمان      | DSQ (هشتم)    | هفتگانه       |               |
| ۲۰۱۰          | مسابقات جهانی داخل سالن     | دوحه، قطر         | DSQ (سوم)     | هفتگانه       |               |
| ۲۰۱۰          | قهرمانی اروپا               | بارسلونا، اسپانیا | DSQ (چهارم)   | هفتگانه       |               |
| ۲۰۱۱          | قهرمانی جهان                | دئگو، کره جنوبی   | اول           | هفتگانه       | 6880 pts PB   |
| ۲۰۱۲          | بازیهای المپیک              | لندن، انگلستان    | سوم           | هفتگانه       | 6628 pts      |
| ۲۰۱۳          | Universiade                 | قازان، روسیه      | اول           | هفتگانه       | 6623 pts      |